# Mussooriebergen
Mussooriebergen är en bergskam i distriktet Dehradun i den indiska delstaten Uttarakhand, med staden Mussoorie på en höjd av 2 200 m. På andra sidan Dundalen ligger Siwalikbergen.